# 短尖薹草
短尖薹草（学名：Carex brevicuspis），又名大山宿柱薹，为莎草科薹草属下的一个植物种。分布在台湾岛以及中国大陆的江西、福建、浙江、湖南、安徽等地，生长于海拔850米至700米的地区，一般生于山坡林下及溪旁。

## 变种
基花薹草（学名：Carex brevicuspis var. basiflora）为莎草科薹草属短尖薹草的变种。分布于中国大陆的湖北、陕西等地。